# Перші 100 днів президентства Франкліна Д. Рузвельта

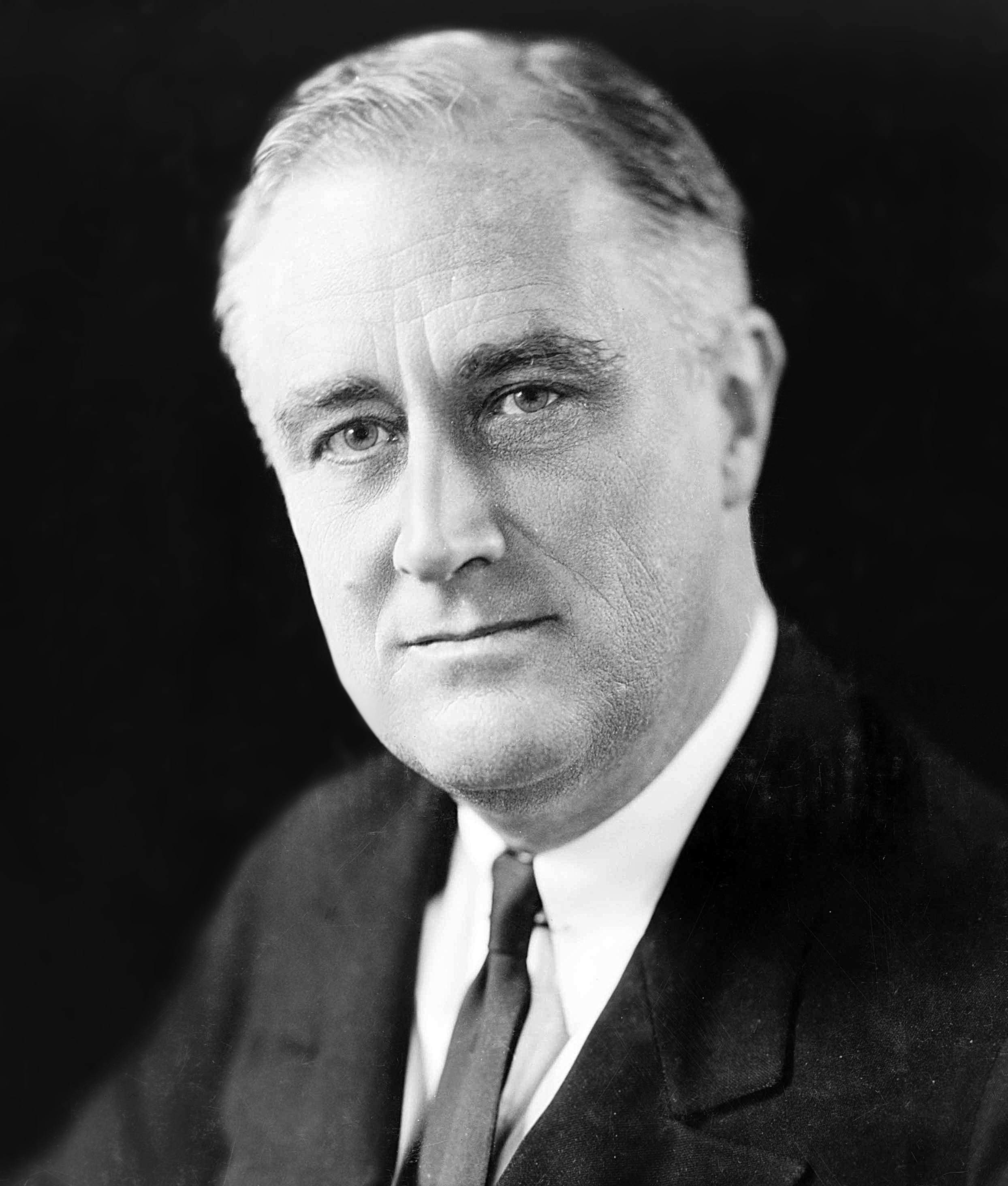
Франклін Д. Рузвельт в 1933 році

Протягом перших ста днів президентства Франкліна Д. Рузвельта, президент Франклін Д. Рузвельт планував покінчити з Великою депресією, яка була викликана політикою його попередника, Герберта Гувера. Коли Рузвельт вступив на посаду 4 березня 1933, він одразу звернувся до наслідків депресії. Його чотирма основними пріоритетами були повернення американців до роботи, захист їх заощаджень і створення процвітання, надання допомоги хворим і старим, поставити промисловість і сільське господарство на ноги.

## Передумови
Франклін Д. Рузвельт провів перший тиждень свого президентства маючи справу з місячною серією закриттів банків, які руйнували сім'ї по всій країні.:78 він закрив всю американську банківську систему 6 березня, 1933 року. 9 березня Конгрес прийняв Надзвичайний банківський акт, який Рузвельт використовував для ефективної роботи по створенню Федерального страхування вкладів, коли банки відкрили. О 10 годині за східним часом, недільного вечора, напередодні закінчення банківських канікул, Рузвельт виступив по радіо до аудиторії у понад 60 мільйонів чоловік, щоб сказати їм зрозумілою мовою "про те, що було зроблено в останні кілька днів, чому це було зроблено, і які будуть наступні кроки".:78–79 Це була перша з 30 вечірніх радіо-промов, які стали називати бесіди біля каміна.
В результаті, за даними історика економіки Вільяма Л. Зільбера, сталася "дивовижна зміна суспільної довіри ... сучасна преса підтверджує, що громадськість визнала гарантійні зобов'язання і, як наслідок, впевнилася що банки знову будуть в безпеці, як пояснив Президент, в своїй першій бесіді." Протягом двох тижнів люди повернули більше половини коштів, які вони збирали, і перший біржовий день після банківських канікул відзначився найбільшим в світі одноденним відсотковим зростанням цін.
Рузвельт також створив кілька організацій з різними завданнями.

## Новий Курс

### Федеральна Адміністрація надзвичайної допомоги (FERA)
Федеральна Адміністрація надзвичайної допомоги вдовольняла нагальні потреби бідних. Вона витратила $500 млн на супові кухні, ковдри, зайнятість і дитячі садки.

### Громадянський корпус охорони довкілля (CCC)
Громадянський корпус охорони довкілля дозволяв безробітним чоловікам працювати шість місяців над екологічними проектами (наприклад, національними парками) та надсилати гроші додому своїм сім'ям. Чоловіки заробляли близько $30: $5 буде зберігатися у чоловіка, а решта грошей надсилалися назад своїм сім'ям. Це працевлаштувало 2,5 мільйони чоловіків та їх сімей.

### Адміністрація регулювання сільського господарства (ААА)
Адміністрація регулювання сільського господарства встановила квоти для зниження сільськогосподарського виробництва в цілях підвищення цін на зернові. Фермери допомогли модернізувати і використовувати консервативні методи землеробства. В крайньому випадку, агентство допомагало деяким фермерам з їх іпотечними кредитами. Хоча вона в основному допомагала фермерам, промисловість змушувала працівників до роботи з технікою, яка була швидшою, ніж середньостатистична людина.

### Закон про відновлення національної промисловості (NIRA)
Закон про відновлення національної промисловості створив адміністрацію громадських робіт (PWA) і адміністрацію національного відновлення (NRA). PWA використовувала державні гроші на будівництво інфраструктури, такої як дороги і мости, для штату. Це потреба будівництва створювала нові робочі місця, що  допомогло досягти головний пріоритет Рузвельта. Закон про національне відновлення також поліпшив умови праці і заборонив дитячу працю. Зарплата зросла, таким чином робітники мали можливість заробляти і витрачати більше.

### Влада Долини Теннессі
Влада Долини Теннессі була створена, щоб будувати греблі. Ці греблі були розроблені, щоб стимулювати сільське господарство в місцевості, щоб покінчити з бідністю при створенні ГЕС. Потужність ГЕС була ефективно використана для того щоб забезпечити електрикою довколишні будинки.

## Сприйняття Нового Курсу

### Критика
Багатьом людям не подобалася ідея Нового Курсу. Серед них були як республіканці, так і великий бізнес. Первинні скарги були, що це буде коштувати занадто багато і виходило за права уряду. Хоча це правда, що уряд ніколи раніше не намагався реалізувати проект масштабу Нового Курсу інновації Рузвельта тривають, оскільки Новий Курс і зараз є однією з найважливіших функцій уряду.
Деякі критики Нового Курсу критикували Владу Долини Теннессі за конкуренцію з приватним бізнесом. Вони порівнювали Владу з комунізмом на тій підставі, що державні підприємства будуть душити конкуренцію інших компаній. У тому ж ключі, що ті, хто називав Владу комуністичною, вона була піддана критиці за пригнічення тих, хто працював все своє життя, щоб бути успішною тільки для, щоб уряд зробив їх успіх непідтримуваним. Республіканці запустили серію критики Рузвельта. Вони казали, що Рузвельт був у інвалідному візку, не через поліомієліт, а через хворобу, що передається статевим шляхом.

#### Недостатньо
Ця позиція була очолювана Хьюї Лонгом (губернатором Луїзіани). Він прославився тим, що захищав бідних і чорношкірих людей у США, наприклад, введенням величезних податків для великого бізнесу в Луїзіані від 1928 року і надалі, щоб допомогти побудувати школи, дороги і т. д. Він сказав, що великий бізнес і багаті повинні зробити більше, наприклад, обмежити особистий статок до 3 мільйонів доларів, забезпечити пенсії для людей старших за 60 і безкоштовні пральні машини та радіоприймачі для всіх.[джерело?]

### Підтримка
Рузвельт реалізував Новий Угоду, щоб спробувати допомогти підняти економіку після депресії. Багато хто вважав ці дії успішними, тому що вони створили робочі місця для багатьох людей, які втратили роботу і підвищили цінність ферм та їх власників. Це спричинило той факт, що фермери стали заробляти багато грошей з продажу свого врожаю.